# 서구 (부산광역시)

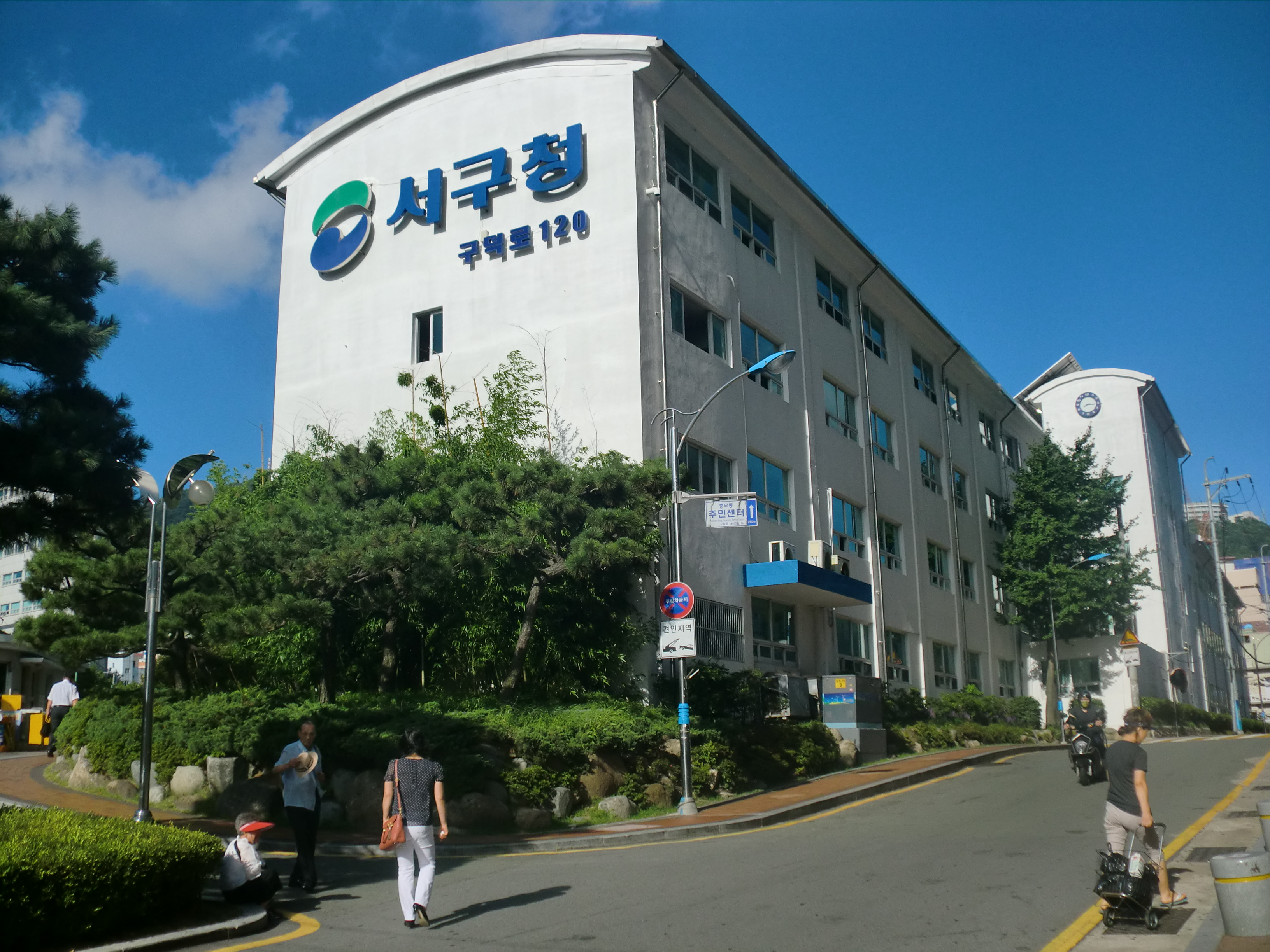
부산 서구청

서구(西區)는 대한민국 부산광역시 남부에 있는 구이다. 동쪽은 중구, 동구, 영도구, 북쪽은 부산진구, 사상구, 서쪽은 사하구와 경계를 이루고 있다. 관광지로는 대한민국에서 제일 처음 만들어진 해수욕장인 송도해수욕장과 송림공원 등이 있다. 과거 부산지방법원과 부산지방검찰청, 경상남도청의 소재지였다.
구덕운동장과 국민체육센터 등의 체육시설이 있으며, 구도심의 축인 기존시가지 중심 일반 주택 밀집지역으로 이루어져 있으나, 도심지 재개발ㆍ재건축 사업으로 주거환경이 크게 개선될 예정이다. 환경 친화적인 문화예술 도시의 기반을 마련한 천마산 조각공원, 구덕문화공원 조성 등은 새로운 서구의 자랑거리이다. 또한, 부산공동어시장은 전국 수산물 수급에 중요한 역할을 하고 있는데, 감천항 일대에 동북아 최대의 해양국제수산물류, 무역기지가 완공되면 21세기 국제수산물 유통기지로서의 큰 역할을 담당할 예정이다.

## 역사
서구라는 명칭은 1945년 해방 후 1951년 구제 실시를 전제로 6개의 출장소가 설치되었는데, 당시 중앙동에 소재했던 부산시청을 기준으로 서쪽에 위치한다고 하여 ‘서부출장소’가 설치되었고, 그 후 1957년에 비로소 구제를 변경하면서 ‘서구’(西區)로 발족하였다.
삼한시대에는 변한에 소속되어 있다가, 이후 일어난 6가야 중 금관가야의 지배 하에 들어갔다. 이후 거칠산국의 영역에 들어갔으며, 6세기 초 신라가 거칠산국을 병합함에 따라 신라영역에 편입되었다. 505년 신라 지증왕 6년 거칠산군(居漆山郡)에 소속되었다. 757년 경덕왕 16년 거칠산군을 동래군으로 개칭하였으며, 서구 일대는 동래군의 속현인 동평현(東平縣)에 소속되어 있었다. 892년 진성여왕 6년 후삼국시대 일시적으로 후백제 견훤의 지배 하에 들어가기도 하였다.
918년 고려 태종 원년 신라의 군현제인 9주 5경 중 상주, 양주, 경주를 합하여 동남도(東南道)라 하여 서구 지역은 동남도에 편입되었다. 1108년 고려 헌종 3년 영남도, 영동도를 통합하고 경상주도, 진협주도로 나눴는데, 이때 경상주도에 소속되었다. 1368년 공민왕 17년 부산(釜山)이란 지명을 처음으로 사용하였다.
- 1951년 9월 1일 : 경상남도 부산시 서부출장소를 설치하였다.
- 1957년 1월 1일 : 부산시의 구제 실시로 서부출장소가 서구로 개편되었다.[5] (25행정동)
- 1959년 : 남부민동을 남부민1동과 남부민2동으로 분동하였다.
- 1966년 1월 1일 : 아미동을 아미1동, 아미2동으로, 괴정1동을 괴정1동, 괴정3동으로 각각 분동하였다. (27행정동)
- 1970년 7월 1일 : 서대신3동을 서대신3동과 서대신4동으로, 남부민2동을 남부민2동과 남부민3동으로 분동하였다. (29행정동)
- 1975년 10월 1일 : 사하출장소가 시 직할 출장소로 승격하였다.
- 1978년 2월 15일 : 부산진구 학장동 일부를 서대신4동으로 편입하였다.
- 1979년 8월 8일: 사하출장소의 괴정1동을 괴정1동과 괴정4동으로 분동하였다. (30행정동)
- 1982년 5월 1일 : 충무동4가를 충무동1가로, 초장동1·2가를 토성동4·5가로, 초장동3가를 초장동으로, 완월동1가를 충무동2가로, 완월동2가를 충무동3가로 개칭하고 충무동5가를 남부민동으로 흡수하였다(남부민동 643~705).
- 1983년 10월 1일: 사하출장소의 장림동을 장림1동과 장림2동으로 분동하였다. (31행정동)
- 1983년 12월 15일 : 사하출장소에 북구 대저2동의 을숙도와 일웅도를 더해 사하구가 설치되었다.[6](18행정동)
- 1995년 1월 1일 : 부산광역시 서구가 되었다.[7]
- 1998년 10월 1일 : 부용동을 부민동에, 토성동을 충무동에, 아미1동과 아미2동을 아미동으로 각각 합동하였다. (15행정동)
- 2003년 1월 1일 : 구청사를 서대신동2가(서대신1동)에서 토성동4가(충무동)로 이전하였다.
- 2006년 1월 1일 : 서대신2동을 서대신1동에 합동하였다.[8] (14행정동)
- 2009년 1월 1일 : 남부민3동을 남부민2동에 합동하였다.[9] (13행정동)

## 지리
서구는 남북으로 8.3 km, 동서로 2.4km의 길쭉하게 서 있는 생선 같은 형태를 하고 있다. 부산광역시 16개 구군중 남단에 위치한다. 행정구역으로는 동쪽으로는 중구, 동구와, 서쪽으로는 사하구와, 북쪽으로는 부산진구·사상구와 접하고 있고, 남쪽으로는 남해 바다와 접하고 있으나 남동쪽에는 영도구에 접한다.
북에서 남으로 뻗은 구덕산, 시약산, 아미산 연봉의 일부가 남으로 이어져 천마산, 장군산으로 연결되어 있으며, 이 산령을 경계로 하여 사하구와 접하고 보수천을 경계로 중구와 접하고 있다, 동쪽으로 부산터널, 북쪽으로 구덕터널, 서쪽으로 대티터널이 있어 동서북으로 교통 소통을 원활히 해주고, 영도구와 서구를 잇는 남항대교가 개통되어 늘어난 항만 물동량을 수송해 주고, 남쪽으로 남항이 있어 우리나라 어업의 중추적 역할을 한다.
온대계절풍 기후대와 해양의 영향을 크게 받아 해양성기후의 특징으로 사계절 변화는 뚜렷하지만, 기온차가 크지 않아 생활에 적합한 기후이다.

## 행정 구역
부산 서구의 행정 구역은 13개 행정동과 205통, 972반으로 구성되어 있다. 부산 서구의 면적은 13.88 km2이며, 인구는 2015년 12월 31일 주민등록을 기준으로 11만5963 명, 5만3199 가구이다.

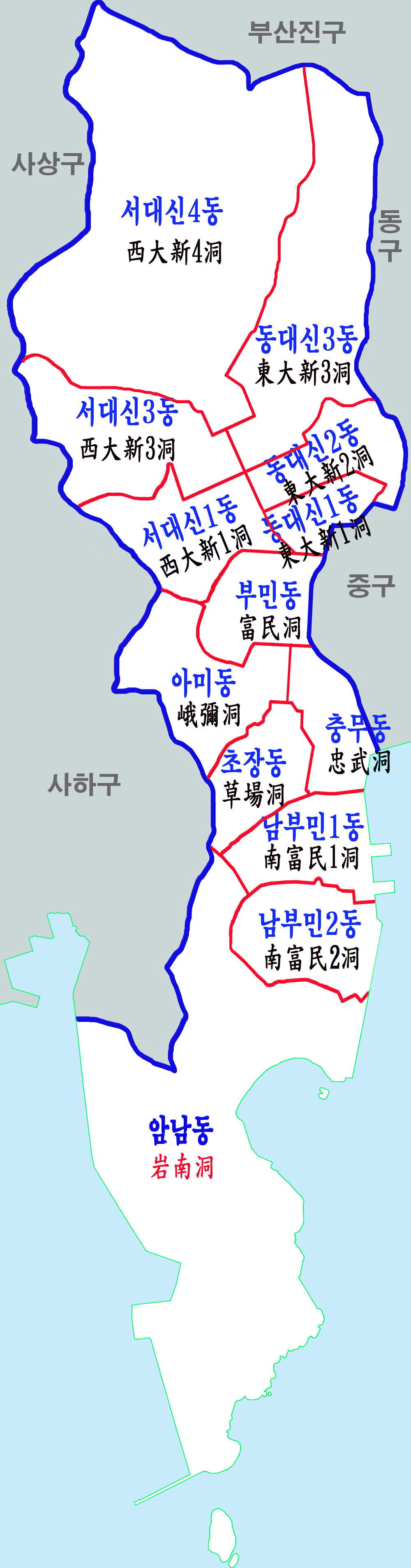
부산 서구 행정구역도

| 행정동      | 한자        | 면적 (km2) | 인구 (명) | 세대   |
| ----------- | ----------- | ---------- | --------- | ------ |
| 동대신제1동 | 東大新第1洞 | 0.23       | 5,545     | 2,517  |
| 동대신제2동 | 東大新第2洞 | 0.44       | 8,972     | 3,866  |
| 동대신제3동 | 東大新第3洞 | 1.46       | 7,850     | 3,649  |
| 서대신제1동 | 西大新第1洞 | 0.63       | 11,232    | 5,109  |
| 서대신제3동 | 西大新第3洞 | 1.40       | 9,157     | 3,428  |
| 서대신제4동 | 西大新第4洞 | 3.12       | 7,443     | 2,732  |
| 부민동      | 富民洞      | 0.41       | 7,962     | 3,726  |
| 아미동      | 峨嵋洞      | 0.71       | 9,201     | 4,579  |
| 초장동      | 草場洞      | 0.44       | 5,665     | 2,920  |
| 충무동      | 忠武洞      | 0.37       | 8,541     | 4,469  |
| 남부민제1동 | 南富民第1洞 | 0.5        | 5,520     | 2,882  |
| 남부민제2동 | 南富民第2洞 | 0.59       | 11,497    | 5,481  |
| 암남동      | 岩南洞      | 3.59       | 17,378    | 7,841  |
| 서구        | 西區        | 13.88      | 115,963   | 53,199 |

## 인구
| 연도   | 총인구    |  | 비고                               |
| ------ | --------- |  | ---------------------------------- |
| 1966년 | 290,796명 |  |                                    |
| 1970년 | 319,415명 |  |                                    |
| 1975년 | 360,732명 |  |                                    |
| 1980년 | 236,421명 |  | 사하출장소 분리, 인구총계에서 제외 |
| 1985년 | 216,299명 |  | 사하출장소가 사하구로 완전히 분리  |
| 1990년 | 204,990명 |  |                                    |
| 1995년 | 186,616명 |  |                                    |
| 2000년 | 158,172명 |  |                                    |
| 2005년 | 142,302명 |  |                                    |
| 2010년 | 125,633명 |  |                                    |
| 2015년 | 117,995명 |  |                                    |
| 2020년 | 107,973명 |  |                                    |

## 문화
- 송도해수욕장
- 송도해안산책로

### 공원
- 문화공원
- 수변공원
- 암남공원
- 천마산조각공원
- 대신공원

### 축제
- 송도바다축제
- 현인가요제

### 시장
- 부산 국제 수산물 도매시장
- 부산 공동어시장

### 시설

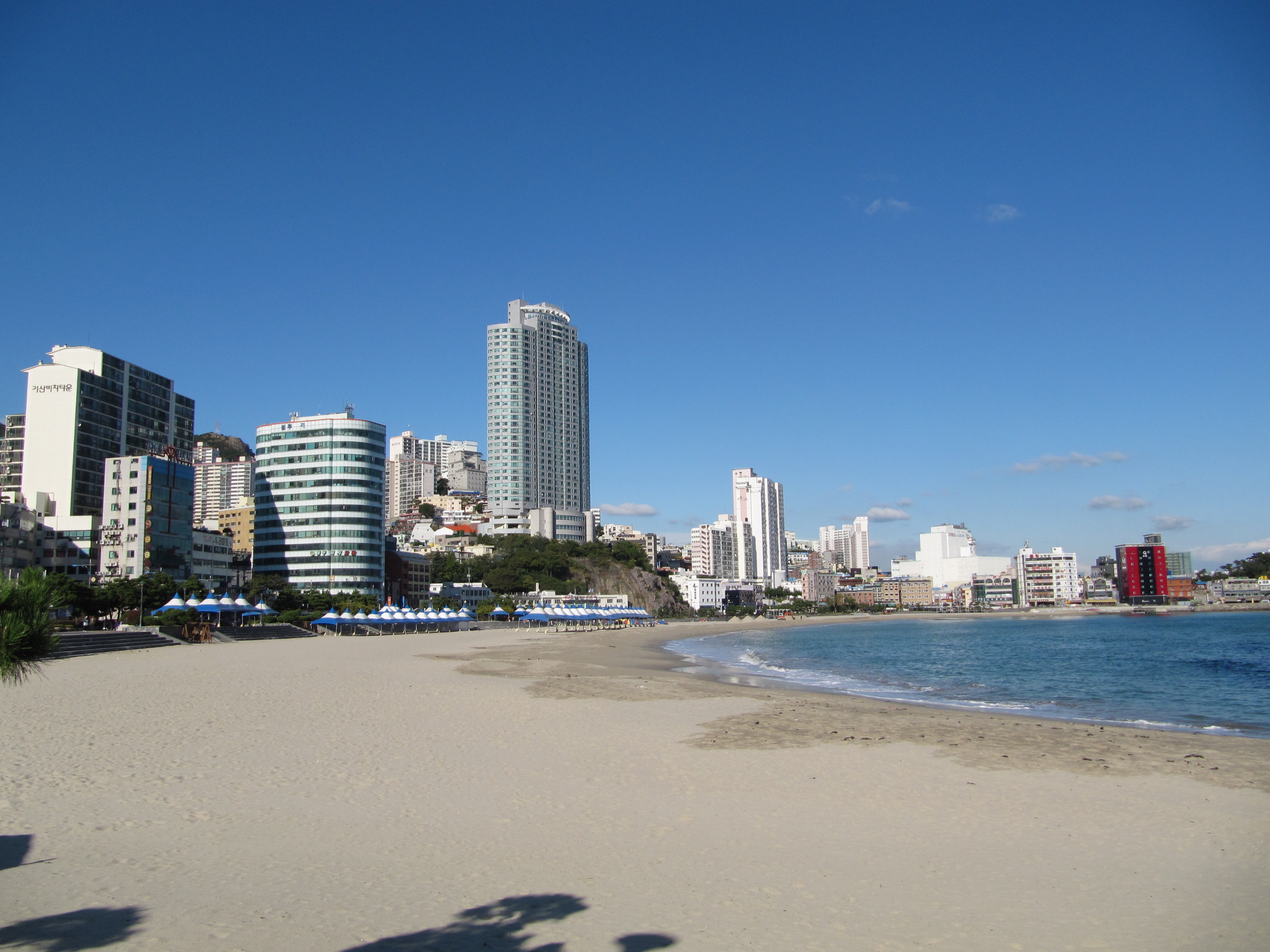
송도해수욕장

- 구덕운동장

## 교통
- 남항대교

## 교육 기관
- 국공립대학교

|  | - 부산대학교 아미캠퍼스 |

- 사립대학교

|  | - 동아대학교 - 고신대학교 의과대학, 간호대학, 보건대학원 (송도캠퍼스) |

- 고등학교

|  | - 경성전자고등학교 - 부산관광고등학교 | - 경남고등학교 - 부경고등학교 | - 부산서여자고등학교 - 알로이시오전자기계고등학교 |

- 특수학교

|  | - 부산혜송학교 |

## 갤러리

### 도심풍경

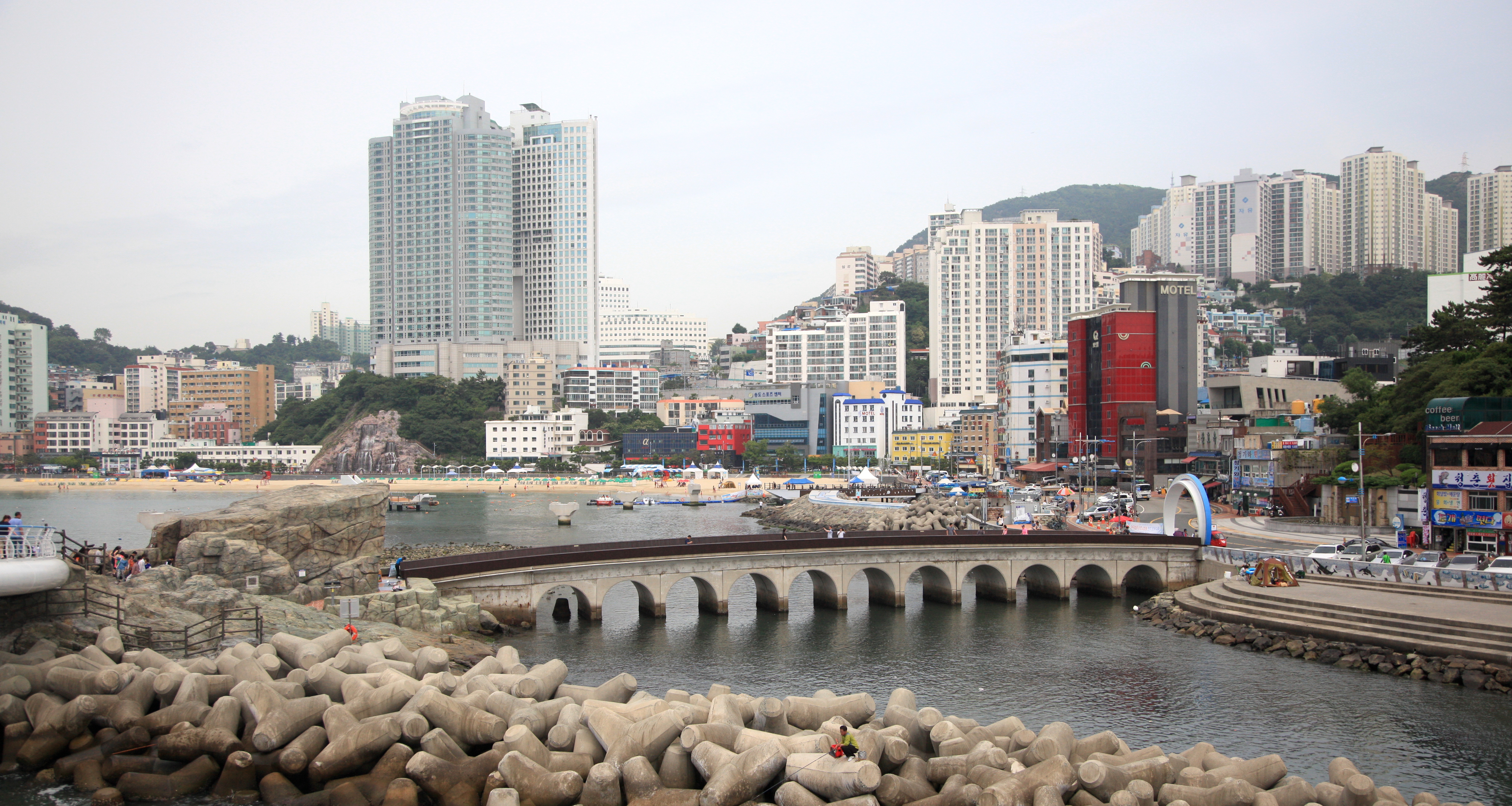
송도해수욕장 일대
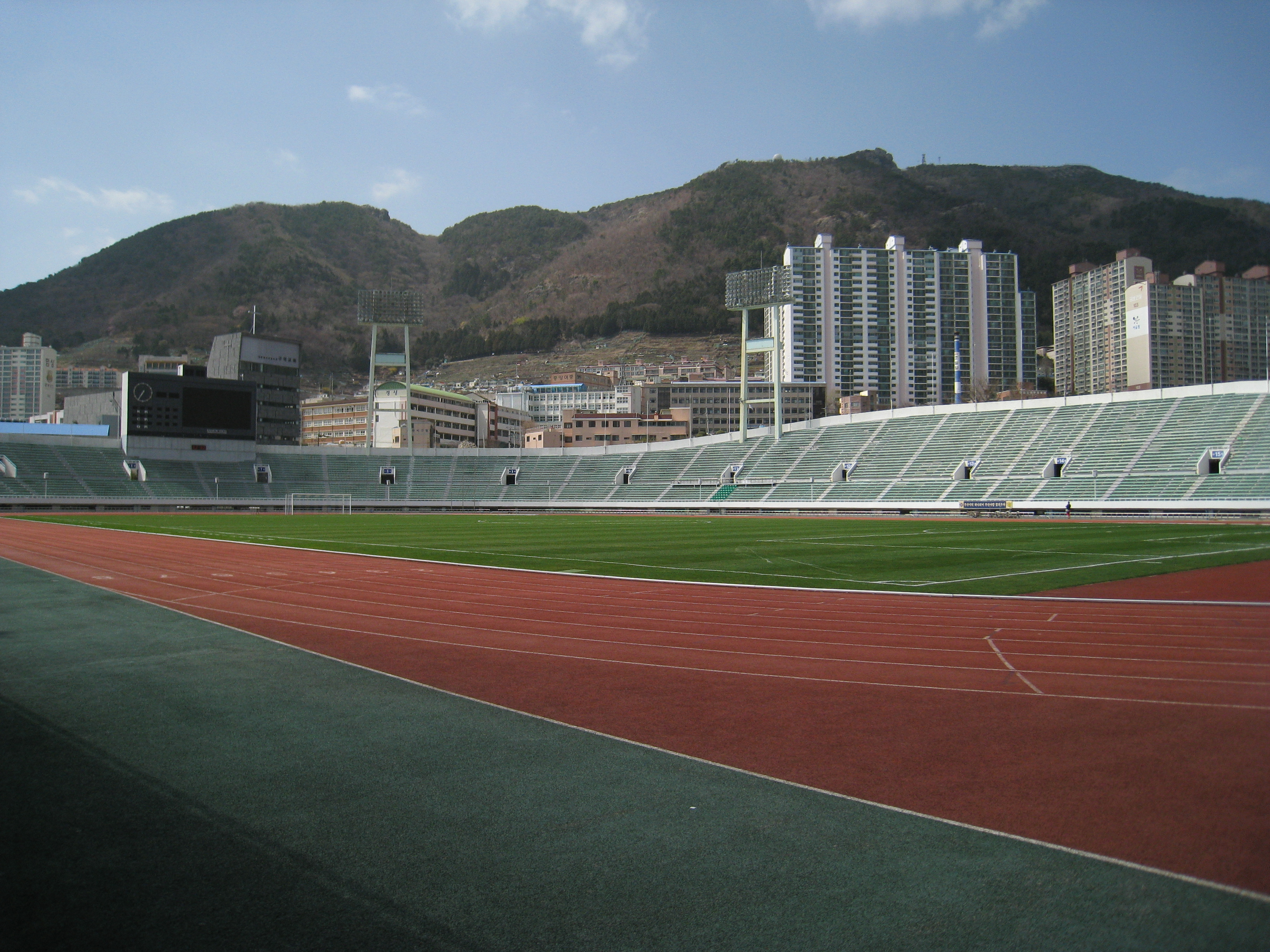
구덕운동장
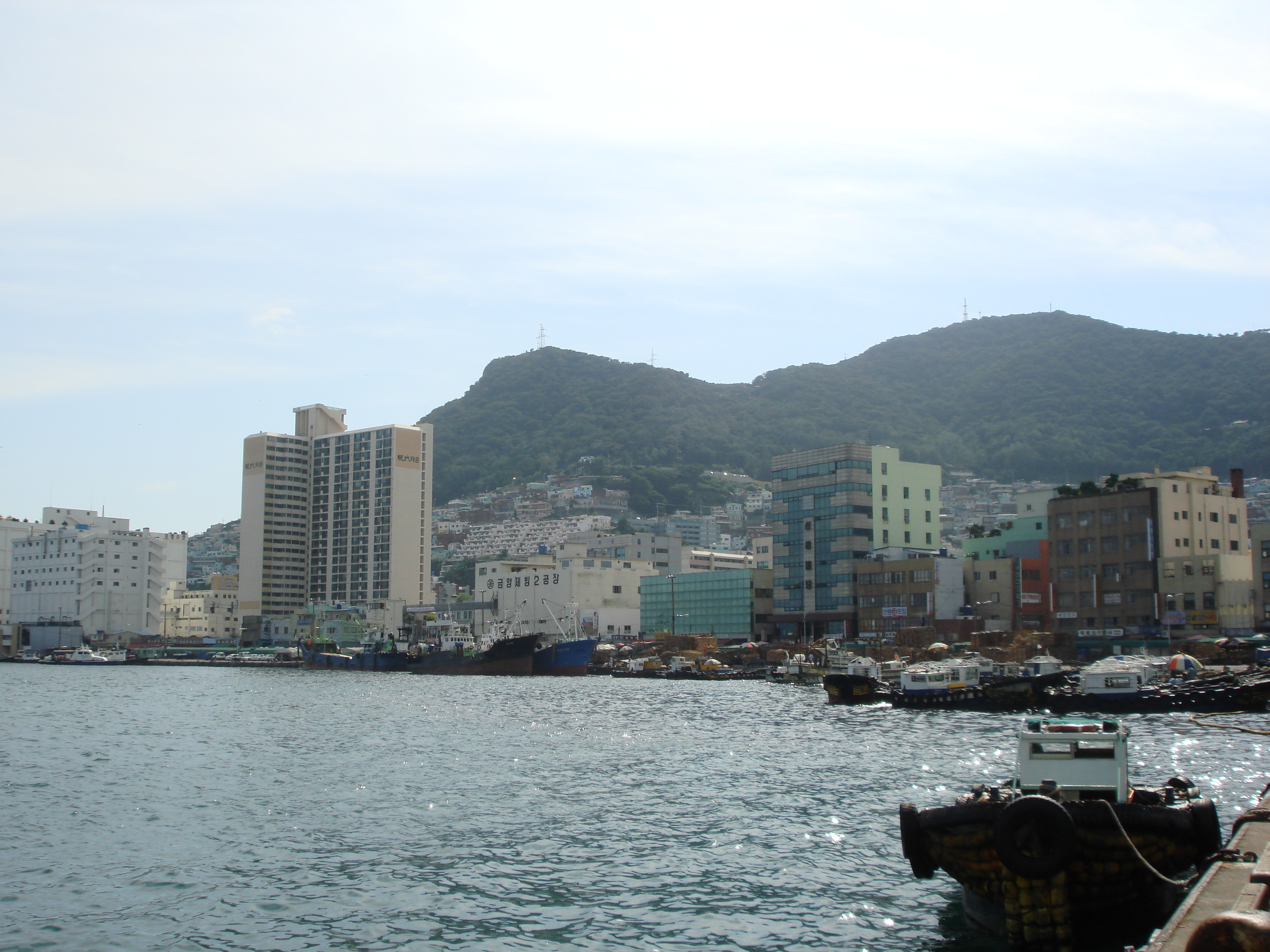

## 자매 도시
| 지역 & 국가 | 도시          | 도시                         |
| ----------- | ------------- | ---------------------------- |
| 대한민국    | 전라남도      | 곡성군                       |
| 몽골        | 울란바타르 시 | 바양쥬르흐 구 (우호협력도시) |
| 중국        | 랴오닝성      | 다롄시 · 좡허시              |

## 구청
- 부산 서구청은 부산광역시 서구 토성동4가에 위치해 있다.

## 같이 보기
- 대한민국의 지리